# Na wszystkich frontach świata
Na wszystkich frontach świata – kompilacja nagrań polskiego zespołu rockowego Siekiera wydana 26 stycznia 2008 roku, nakładem wydawnictwa Manufaktura Legenda.
Na płycie znajdują się nagrania z dema i koncertów. Jest to jedyne oficjalne wydawnictwo tzw. starej Siekiery. Kompozytorem i autorem utworów jest Tomasz Adamski. Jako uzupełnienie wydawnictwa wydany został winyl 1984 zawierający zapis jednej z ostatnich prób w pierwotnym składzie. Wkładka do płyty zaznacza, iż Tomasz Adamski uznaje jedynie utwory 1–11 za prawowite nagrania zespołu. Autorem okładki jest malarz Wilhelm Sasnal.
Nagrania 1–16 nagrane w Domu Chemika w Puławach (sierpień 1984).
Nagrania 17–24 nagrane podczas festiwalu w Jarocinie (1/4.08.1984).
Nagrania 25–30 nagrane podczas Rocka Na Wyspie we Wrocławiu (25.08.1984).

## Lista utworów
źródło:.
1. „Sierściotłuki” – 1:18
2. „Atak już nadchodzi (Atak)” – 2:17
3. „Zabij ty” – 1:42
4. „Wojownik” – 2:21
5. „Nadchodzi zwykłe świństwo (Nasza wojna)” – 3:02
6. „Siekiera” – 2:21
7. „Krwawy front” – 2:48
8. „Na wszystkich frontach świata” – 1:53
9. „Śmierć i taniec” – 5:26
10. „Żaden marny cel” – 4:07
11. „Było tylko czterech nas” – 1:23
12. „Kierunek atak” – 1:29
13. „Marysia” – 1:22
14. „Ładuj działo” – 2:03
15. „Rana kłuta” – 1:10
16. „Pociąg anarchistów” – 2:48
17. „Piwko dla wojska” – 2:22
18. „Banda dzika” – 2:27
19. „Było tylko czterech nas” – 2:14
20. „Oddział ślepych (Fala)” – 1:28
21. „Ładuj działo” – 2:09
22. „Wojownik” – 2:14
23. „Idzie wojna” – 3:57
24. „Rana kłuta” – 1:15
25. „Oddział ślepych (Fala)” – 1:28
26. „Piwko dla wojska” – 2:23
27. „Banda dzika” – 2:40
28. „Było tylko czterech nas” – 1:31
29. „Wojownik” – 2:09
30. „Idzie wojna” – 5:27

## Twórcy
źródło:.
- Tomasz Adamski – gitara
- Tomasz Budzyński – wokal
- Dariusz Malinowski – gitara basowa
- Krzysztof Grela – perkusja

## Pozycje na listach
| Lista | Kraj   | Pozycja |
| ----- | ------ | ------- |
| OLiS  | Polska | 7       |